# Глухарёво (Свердловская область)
Глухарёво — деревня в Режевском городском округе Свердловской области, Россия.

## География
Глухарёво расположено в 16 километрах (по автодорогам в 20 километрах) к северо-западу от города Режа, на левом берегу реки Бобровки (левого притока реки Реж). Чуть выше деревни по течению Бобровки расположено село Липовское.

## Население
| 2002 | 2010 | 2021 |
| ---- | ---- | ---- |
| 21   | ↗22  | ↗49  |